# 沃克文·施平
沃克文·拉夫·施平（意譯為害蟲·愛·至上；1961年6月—），是美國行為藝術家和活動家，他因參與美國各個地方、州或全國的選舉而聞名，曾先后加入过民主党、共和党，现为自由意志党成员。施平經常在各場合戴著一頂靴子和背著大牙刷，他宣稱如果當選美國總統，將通過一項法律要求人們刷牙。他還在2012年一個平台上表示以殭屍啟示意識（和殭屍為主的能源計劃）與時間旅行研究作競選綱領，同時承諾免費為每個美國人提供一隻小馬。施平聲稱他嘲笑政治制度，並在2011年參加了在波士頓的佔領抗議。

## 外部連結
- 沃克文·施平在美國人選舉（英语：Americans Elect）的資訊
- 沃克文·施平在智能項目表決（英语：Project Vote Smart）的傳記